# Team Dimension Data/2018
Deze pagina geeft een overzicht van de Team Dimension Data-wielerploeg in  2018.

## Algemeen
Teammanager: Douglas Ryder
Ploegleiders: Rolf Aldag, Bingen Fernández, Roger Hammond, Jean-Pierre Heynderickx, Alex Sans Vega, Gino Van Oudenhove
Fietsmerk: Cervélo

## Renners
| Naam                        | Geboortedatum | Nationaliteit       | Ploeg 2017        |
| --------------------------- | ------------- | ------------------- | ----------------- |
| Igor Antón                  | 02-03-1983    | Spanje              |                   |
| Natnael Berhane             | 05-01-1984    | Eritrea             |                   |
| Edvald Boasson Hagen        | 17-05-1987    | Noorwegen           |                   |
| Mark Cavendish              | 21-05-1985    | Verenigd Koninkrijk |                   |
| Steve Cummings              | 19-03-1981    | Verenigd Koninkrijk |                   |
| Scott Davies                | 05-08-1995    | Verenigd Koninkrijk | Team Wiggins      |
| Mekseb Debesay              | 15-06-1991    | Eritrea             |                   |
| Nicholas Dlamini            | 12-08-1995    | Zuid-Afrika         |                   |
| Nicolas Dougall             | 21-11-1991    | Zuid-Afrika         |                   |
| Bernhard Eisel              | 17-02-1981    | Oostenrijk          |                   |
| Amanuel Gebrezgabihier      | 17-08-1994    | Eritrea             |                   |
| Ryan Gibbons                | 13-08-1994    | Zuid-Afrika         |                   |
| Jacques Janse van Rensburg  | 06-09-1987    | Zuid-Afrika         |                   |
| Reinardt Janse van Rensburg | 03-02-1989    | Zuid-Afrika         |                   |
| Benjamin King               | 22-03-1989    | Verenigde Staten    |                   |
| Merhawi Kudus               | 23-01-1994    | Eritrea             |                   |
| Louis Meintjes              | 21-02-1992    | Zuid-Afrika         | UAE Team Emirates |
| Lachlan Morton              | 02-01-1992    | Australië           |                   |
| Ben O'Connor                | 25-11-1995    | Australië           |                   |
| Serge Pauwels               | 21-11-1983    | België              |                   |
| Mark Renshaw                | 22-10-1982    | Australië           |                   |
| Tom-Jelte Slagter           | 01-07-1989    | Nederland           | Cannondale-Drapac |
| Jay Robert Thomson          | 05-12-1986    | Zuid-Afrika         |                   |
| Scott Thwaites              | 12-02-1990    | Verenigd Koninkrijk |                   |
| Johann van Zyl              | 02-02-1991    | Zuid-Afrika         |                   |
| Jacobus Venter              | 12-02-1987    | Zuid-Afrika         |                   |
| Julien Vermote              | 26-07-1989    | België              | Quick-Step Floors |

### Stagiairs
Vanaf 1 augustus 2018
| Naam           | Geboortedatum | Nationaliteit       | Vorige ploeg               |
| -------------- | ------------- | ------------------- | -------------------------- |
| Kent Main      | 08-01-1996    | Zuid-Afrika         | Dimension Data for Qhubeka |
| Matteo Sobrero | 14-05-1997    | Italië              | Dimension Data for Qhubeka |
| Connor Swift   | 30-10-1995    | Verenigd Koninkrijk | Madison Genesis            |

### Vertrokken
| Naam                 | Geboortedatum | Nationaliteit    | Ploeg 2018              |
| -------------------- | ------------- | ---------------- | ----------------------- |
| Metkel Eyob          | 04-09-1993    | Eritrea          | Terengganu Cycling Team |
| Tyler Farrar         | 02-06-1984    | Verenigde Staten | gestopt                 |
| Omar Fraile          | 17-07-1990    | Spanje           | Astana Pro Team         |
| Nathan Haas          | 12-03-1989    | Australië        | Team Katjoesja Alpecin  |
| Adrien Niyonshuti    | 02-02-1987    | Rwanda           | ?                       |
| Youcef Reguigui      | 09-01-1990    | Albanië          | Sovac-Natura4Ever       |
| Kristian Sbaragli    | 08-05-1990    | Italië           | Israel Cycling Academy  |
| Daniel Teklehaimanot | 10-11-1988    | Eritrea          | Cofidis                 |

## Belangrijkste overwinningen
| Tour Down Under Bergklassement: Nicholas Dlamini Ronde van Dubai 3e etappe: Mark Cavendish Ronde van de Alpen 3e etappe: Ben O'Connor | Ronde van Noorwegen 2e etappe: Edvald Boasson Hagen Ronde van Spanje 4e etappe: Ben King 9e etappe: Ben King | Ronde van Groot-Brittannië Bergklassement: Nicholas Dlamini Nationale kampioenschappen wielrennen Eritrea - wegrit: Merhawi Kudus Noorwegen - tijdrit: Edvald Boasson Hagen |

2007 · 2008 · 2009 · 2010 · 2011 · 2012 · 2013 · 2014 · 2015 · 2016 · 2017 · 2018 · 2019 · 2020 · 2021
AG2R-La Mondiale · Astana Pro Team · Bahrain-Merida · BMC Racing Team · BORA-hansgrohe · Groupama-FDJ · Lotto Soudal · Mitchelton-Scott · Movistar Team · Quick-Step · Team Dimension Data · Team EF Education First-Drapac p/b Cannondale · Team Katjoesja Alpecin · Team LottoNL-Jumbo · Team Sky · Team Sunweb · Trek-Segafredo · UAE Team Emirates